# Данијел Ентони
Данијел Ентони (енгл. Daniel Anthony; Квинтон, 4. октобар 1987) је британски глумац. Најпознатија је по улози Клајда Лангера у серији Авантуре Саре Џејн.